# فرانك دوفال
فرانك دوفال (بالألمانية: Frank Duval)‏ هو ملحن ومغني ألماني، ولد في 22 نوفمبر 1940 في برلين في ألمانيا.

## وصلات خارجية
- الموقع الرسمي
- فرانك دوفال على موقع IMDb (الإنجليزية)
- فرانك دوفال على موقع مونزينجر (الألمانية)
- فرانك دوفال على موقع ميوزك برينز (الإنجليزية)
- فرانك دوفال على موقع قاعدة بيانات الأفلام السويدية (السويدية)
- فرانك دوفال على موقع ديسكوغز (الإنجليزية)
- فرانك دوفال على موقع ديسكوغز (الإنجليزية)
- فرانك دوفال على موقع قاعدة بيانات الفيلم (الإنجليزية)
- فرانك دوفال على موقع كينوبويسك (الروسية)